# 嗚咽
| ウィキペディアには「嗚咽」という見出しの百科事典記事はありません（タイトルに「嗚咽」を含むページの一覧/「嗚咽」で始まるページの一覧）。 代わりにウィクショナリーのページ「嗚咽」が役に立つかもしれません。 |